# ارون (اسپانیا)
ارون (اسپانیا) (به اسپانیایی: Irun) یک دهستان در اسپانیا است که در استان گیپوسکوا واقع شده‌است.

## خصوصیات
ارون ۴۲٫۴۰ کیلومترمربع مساحت و ۶۱٬۴۱۹ نفر جمعیت دارد و ۲۰ متر بالاتر از سطح دریا واقع شده‌است.